# Elizabeth Ho
Elizabeth Ho (San Francisco, California, 2 de mayo de 1983) es una actriz estadounidense, conocida por su rol Rhonda Cheng en la serie de ABC Family Melissa & Joey.

## Historia
Nació y se crio en San Francisco (California). Asistió al Crystal Springs Uplands School en Hillsborough, California. Su madre es la actriz y bailarina Jennifer Ann Lee, quien ha actuado en muchas oportunidades en  Broadway, como A Chorus Line y Jesus Christ Superstar. 
Estudió primero en la Universidad del Sur de California, pero abandonó sus estudios un año después, y volvió a estudiar teatro donde se licenció.
En 2007, Ho fue estrella invitada en las series de televisión Women's Murder Club, Castle, Grey's Anatomy, Two and a Half Men, Miami Medical. También desempeñó el papel principal, en el cortometraje independiente Kilo. 

## Filmografía

### Películas
| Año  | Película      | Papel | Notas         |
| ---- | ------------- | ----- | ------------- |
| 2014 | Lovesick      |       | Posproducción |
| 2014 | Life Partners |       | En rodaje     |

### Televisión
| Año  | Título              | Papel           | Episodio/Notas             |
| ---- | ------------------- | --------------- | -------------------------- |
| 2007 | Women's Murder Club | Yuki Castellano | 1 episodio                 |
| 2009 | Castle              | Amy Saunders    | 1 episodio                 |
| 2010 | Grey's Anatomy      | Molly           | 1 episodio                 |
| 2010 | Kilo                | Min Lee         | Cortometraje independiente |
| 2010 | Two and a Half Men  | Jasmine         | 1 episodio                 |
| 2010 | Miami Medical       | Lori Wilson     | 1 episodio                 |
| 2010 | Melissa & Joey      | Rhonda Cheng    | Recurrente                 |
| 2011 | Bones               | Staci Barret    | 1 episodio                 |
| 2013 | 2 Broke Girls       | Ms. Yi          | 1 episodio                 |
| 2013 | Lovesick            | Tanya           | Posproducción              |
| 2014 | Life Partners       | Valerie         |                            |
| 2017 | Disjointed          | Jenny           | 20 episodios               |